# Björgólfur Hideaki Takefusa
Björgólfur Hideaki Takefusa (11 de mayo de 1980 Islandia) es un jugador Islandés de Fútbol de ascendencia estadounidense, japonesa e islandesa. Formó parte de la selección de Islandia en 2003 hasta 2009 en el cual jugó 3 partidos. Juega en la posición de delantero en clubes de su país.

## Trayectoria deportiva

### Nacimiento e infancia
Su carrera comenzó en el Þróttur donde jugó 60 partidos y anotó 24 goles. Luego fue fichado por el Fylkir por 2 temporadas para luego irse al KR donde jugó 4 temporadas anotando 51 goles. Pasó un año por el Vikingur, Fylkir, Valur y ahora mismo juega en el Fram. El gol más importante que convirtió fue en 2009 jugando para el KR contra el FC Basel por la UEFA Europa League.
- Datos: Q2717010